# Angela Maria Guidi Cingolani
Angela Maria Guidi coniugata Cingolani, conosciuta anche come Angela Maria Guidi Cingolani (Roma, 31 ottobre 1896 – Roma, 11 luglio 1991) è stata una politica italiana, esponente della Democrazia Cristiana e prima donna a ricoprire la carica di sottosegretario di Stato nel governo italiano, oltre a essere stata una delle 21 donne elette all'Assemblea costituente italiana.

## Biografia
Si laureò presso l'Istituto Universitario Orientale di Napoli in lingue e letterature slave. Molto attiva nel movimento cattolico, collaborò a giornali come L'Avvenire d'Italia e il Corriere d'Italia. È stata una delle prime giovani cattoliche a partecipare al Movimento nazionale pro suffragio femminile. Nel 1919 Guidi Cingolani s'iscrive al Partito Popolare Italiano, assumendo la carica di segretaria del gruppo femminile romano fino allo scioglimento del partito nel 1926 ad opera del fascismo.
Nel 1921 fonda il Comitato nazionale per il lavoro e la cooperazione femminile di cui sarà segretaria fino al 1926. Nel 1922 è nominata dal Ministero dell'Industria e commercio membro del Comitato delle piccole industrie e dell'artigianato. 
Nel 1925 vince il concorso per diventare Ispettore del lavoro; quattro anni dopo è tra le fondatrici dell'Associazione nazionale delle professioniste ed artiste. Alla caduta del fascismo aderisce alla Democrazia Cristiana divenendone consigliere nazionale dal 1944 al 1947.
L'anno dopo alle elezioni politiche del 1946 è eletta alla Costituente e nel 1948 deputata nella prima legislatura. 
Nel 1951 in occasione della formazione del suo settimo governo, Alcide De Gasperi decide di affidarle la carica di sottosegretario per l'artigianato al Ministero dell'Industria e del commercio, diventando così la prima donna a diventare viceministro in Italia. Alle elezioni politiche in Italia del 1953 non viene rieletta.
Eletta Sindaco di Palestrina nel 1954, mantiene la carica fino al 1965. Durante il suo mandato si dedica energicamente all'opera di ricostruzione post-bellica della cittadina del Lazio ed alla valorizzazione del suo patrimonio artistico e archeologico. È stata presidente del Centro studi palestriniani fino al 1991, anno della sua morte.

### Discorso alla Consulta Nazionale (1945)
Nominata alla Consulta nazionale nel 1945, fu la prima donna ad intervenire nelle discussioni con un forte intervento a favore della parità uomo/donna, il 1º ottobre 1945: "Colleghi Consultori, nel vostro applauso ravviso un saluto per la donna che per la prima volta parla in quest’aula. Non un applauso dunque per la mia persona ma per me quale rappresentante delle donne italiane che ora, per la prima volta, partecipano alla vita politica del Paese. Ardisco pensare di poter esprimere il sentimento, i propositi e le speranze di tanta parte di donne italiane. Credo proprio di interpretare il pensiero di tutte noi Consultrici invitandovi a considerarci non come rappresentanti del solito sesso debole e gentile, oggetto di formali galanterie e di cavalleria di altri tempi, ma pregandovi di valutarci come espressione rappresentativa di quella metà del popolo italiano che ha pur qualcosa da dire, che ha lavorato con voi, con voi ha sofferto, ha resistito, ha combattuto, con voi ha vinto e ora con voi lotta per una democrazia che sia libertà politica, giustizia sociale, elevazione morale. Io amo credere che per questo e solo per questo ci abbiate concesso il voto. È mia convinzione che se non ci fossero stati questi venti anni di mezzo, la partecipazione della donna alla vita politica avrebbe già una storia e vi dirò che forse è bene che noi entriamo nella vita politica in questa tragica ora che vive l’Italia. Noi donne che siamo temprate a superare il dolore e il male con la nostra operosità e con la nostra pietà, siamo fiere di essere in prima linea nell’opera di resurrezione a favore del popolo nostro. Non si tema, per questo nostro intervento quasi un ritorno a un rinnovato matriarcato, seppure mai esistito! Abbiamo troppo fiuto politico per aspirare a ciò; comunque peggio di quel che nel passato hanno saputo fare gli uomini noi certo non riusciremo mai a fare!. Il fascismo ha tentato di abbrutirci con la cosiddetta politica demografica considerandoci unicamente come fattrici di servi e di sgherri, sicché un nauseante sentore di stalla avrebbe dovuto dominare la vita familiare italiana. La nostra lotta contro la tirannide tramontata nel fango e nel sangue, ha avuto un movente eminentemente morale, poiché la malavita politica che faceva mostra di sé nelle adunate oceaniche, fatalmente sboccava nella malavita privata. Per la stessa dignità di donne noi siamo contro la tirannide di ieri come contro qualunque possibile ritorno ad una tirannide di domani. Non so se risponda a verità la definizione che della donna militante è stata data: “la donna è un istinto in marcia”. Ma anche così fosse, è l’istinto che ci fa essere tutrici della pace. È anzitutto pace serena delle coscienze, da cui deriva la pace feconda delle famiglie, infine, pace operosa del lavoro. Questa triplice finalità della pace l’Italia di domani la raggiungerà se noi sapremo essere l’anima, la poesia, la sorgente della vita nuova del risorto popolo italiano. Colleghi Consultori, ho finito; ma come donna e come italiana figlia del mio tempo, sento di non poter meglio concludere se non col sostituire alla mia parola quella ardente della grande popolana di Siena che, a distanza di secoli ed in analoga situazione catastrofica per il nostro Paese, incita ed esalta le donne italiane ad una intrepida operosità, fonte di illuminato ottimismo: “traete fuori il capo e uscite in campo a combattere per la libertà. Venite, venite e non andate ad aspettare il tempo, che il tempo non aspetta noi”.

## Onorificenze
Nel 1986, nell'ambito della cerimonia per il suo novantesimo compleanno a Palestrina, organizzata del Sindaco Nazareno Dolce, riceve da Amintore Fanfani, Presidente del Senato, una medaglia d'oro al merito della sua attività politica.